# Indofevillea khasiana
Indofevillea khasiana là một loài thực vật có hoa trong họ Cucurbitaceae. Loài này được Chatterjee mô tả khoa học đầu tiên năm 1948.